# 20 de febrer
El 20 de febrer és el cinquanta-unè dia de l'any del calendari gregorià. Queden 314 dies per a finalitzar l'any i 315 en els anys de traspàs.

## Esdeveniments
Països Catalans
- 1274 - Vila-real: Jaume I concedeix la Carta de Població a la vila, fundada de nova planta.
- 1712 - Madrid: Es dicten instruccions secretes als corregidors del territori català: Pondrá el mayor cuydado en introducir la lengua castellana, a cuyo fin dará las providencias más templadas y disimuladas para que se consiga el efecto, sin que se note el cuydado.
- 1810 - Malla (Osona): l'exèrcit francès guanya la batalla de Vic durant la guerra del Francès.[1]
- 2003 - Barcelona: el president de la Generalitat, Pasqual Maragall nomena Josep Bargalló (fins aleshores conseller d'Ensenyament) Conseller en Cap (càrrec que a partir del 17 de març del 2005 s'anomenarà Conseller Primer) i Marta Cid, consellera d'Ensenyament.
- 2012 - València: la manifestació d'estudiants al centre de València en protesta per les retallades en educació de la Generalitat Valenciana, és contestada amb una violència desproporcionada per part de la policia que acaba amb més de vint detinguts i setze ferits, alguns d'ells menors, i marca l'inici de la sèrie de les mobilitzacions massives al País Valencià coneguda com la Primavera Valenciana.
- 2017 - Isabel-Clara Simó rep el Premi d'Honor de les Lletres Catalanes, que concedeix Òmnium Cultural.[2]

Resta del món
- 1472 - Mar del Nord: Noruega entrega a Escòcia les illes Shetland i les Òrcades com a pagament d'un dot.[3]
- 1753 - El Vaticà: Benet XIV signa el Concordat de 1753, un acord amb Espanya en què es ratifica el Patronat reial.
- 1909 - Manifest del futurisme, publicat al diari francès Le Figaro l'any 1909 per Filippo Tommaso Marinetti, poeta i novel·lista italià, que va determinar les bases del futurisme i la inauguració d'aquest moviment avantguardista.[4]
- 1991 - alt.sources (Usenet): Guido van Rossum publica la primera versió del llenguatge de programació Python.[5]
- 2003 - Madrid (Espanya): l'Audiència Nacional espanyola ordena el tancament d'Euskaldunon Egunkaria, l'únic diari aleshores escrit enterament en basc, en considerar que forma part d'ETA o que hi col·labora; el 14 de juny sortirà Berria, també escrit del tot en basc.
- 2005 - Portugal: s'hi celebren eleccions legislatives que guanyen, per majoria absoluta, el Partit Socialista, encapçalat per José Sócrates.
- 2005 - Espanya: s'hi celebra el Referèndum sobre la Constitució Europea a Espanya (2005) de ratificació de la Constitució Europea.

## Naixements
Països Catalans
- 1868 - Gràcia, província de Barcelona: Pompeu Fabra, filòleg català, principal impulsor de la reforma ortogràfica del 1913 (m. 1948).[6]
- 1920 - Castelló de la Plana: Josefina Salvador Segarra, violinista i pedagoga valenciana (m. 2006).[7]
- 1953 - Girona: Glòria Compte i Massachs, metgessa pediatra (m. 2007).[8]
- 1961 - Barcelona: Alícia Hernández Martínez, atleta catalana especialista en triple salt.[9]
- 1980 - 
  - Mollet del Vallès, Vallès Oriental: Neus Ballús, directora i guionista de cinema.[10]
  - L'Ametlla de Mar: Fàtima Llambrich i Núñez, periodista especialitzada en informació policial i judicial.
- 1983 - Girona: Anna Comet, atleta, entrenadora, traductora i periodista catalana, especialitzada en curses de muntanya.[11]
- 1988 - Barcelona: Ona Meseguer Flaqué, jugadora de waterpolo catalana, medalla de plata als Jocs Olímpics de Londres 2012.[12]

Resta del món
- 1805 - Charleston, Carolina del Sud: Angelina Grimk, sufragista i abolicionista americana.[13]
- 1871 - Brescia, Itàlia: Virginia Guerrini, mezzosoprano italiana (m. 1948).[14]
- 1874 - Aberdeen: Mary Garden, important soprano escocesa del primer terç del segle XX (m. 1967).[15]
- 1875 - Orlhac (Alvèrnia): Marie Marvingt, atleta, esportista, alpinista, pilot i periodista francesa (m. 1963).[16]
- 1888 - Neuilly-sur-Seine (França): Georges Bernanos, escriptor francès (m. 1948).[17]

- 1921 - 
  - Higuera de las Dueñas, Àvila (Espanya): Conrado San Martín, actor espanyol.[18]
  - Bexhill, Anglaterra: Ruth Gipps, compositora, oboista, pianista, directora d'orquestra i professora de música (m. 1999).[19]
- 1923 - Pittsburgh, PA: Helen Murray Free, química i educadora nord-americana.[20]
- 1926 - 
  - Bromley: Gillian Lynne, ballarina, coreògrafa, actriu i directora de teatre, teatre musical i televisió anglesa (m. 2018).[21]
  - Allendale, Nova Jersey (EUA): Richard Matheson, escriptor i guionista nord-americà (m. 2013).[22][23]
- 1927 – Miami, Florida, EUA: Sidney Poitier, actor estatunidenc.
- 1937 - Múnic, Baviera (Alemanya): Robert Huber, químic i bioquímic alemany, Premi Nobel de Química de l'any 1988.[24][25][26][27][28]
- 1945 - Yukon, Florida (EUA): George Smoot, físic nord-americà, Premi Nobel de Física de l'any 2006.[29][30]
- 1946 -
  - Moscou (URSS): Vladímir Martínov, compositor rus de música d'orquestra, de cambra i coral.
  - Ramsgate, Kent: Brenda Blethyn, actriu britànica.[31]
- 1948 - Nicosia (Xipre): Christopher A. Pissarides, economista, Premi Nobel d'Economia de l'any 2010.
- 1950 - Tolosa (França): Jean-Paul Dubois, periodista i escriptor francès, Premi Goncourt de l'any 2019.[32]
- 1951 - Giffnock, Glasgow (Escòcia): Gordon Brown, llicenciat en Història, antic Primer Ministre del Regne Unit (2007-2010)
- 1953 - Milà (Itàlia): Riccardo Chailly, director d'orquestra italià.
- 1967 - Aberdeen, Washington (EUA): Kurt Cobain, compositor, cantant i guitarrista del grup Nirvana (m. 1994).
- 1968 - Sitges: Anna Barrachina i Sala, actriu de teatre i televisió.
- 1970 - Berlín Oriental (República Democràtica Alemanya): Julia Franck, escriptora
- 1976 - Coïmbra: Marisa Matias, sociòloga i política portuguesa, eurodiputada al Parlament Europeu des de 2009.[33]
- 1985 - Moscou: Iúlia Vólkova, cantant, actriu, empresària, presentadora de televisió i model russa, ex-integrant del grup rus t.A.T.u.
- 1988 - Saint Michael (Barbados): Rihanna, cantant caribenya.

## Necrològiques
Països Catalans
- 1667 - València: Jeroni Jacint d'Espinosa, pintor barroc valencià (n. 1600).
- 1700 - Palma: Margalida Beneta Mas i Pujol -Aina Maria del Santíssim Sagrament- lul·lista, mística i escriptora mallorquina (n. 1649).[34]
- 1974 - Barcelona: Alfons Vila i Piqué, empresari i compositor (n. 1890).
- 2010 - Barcelona: Ricard Palmerola, radiofonista i actor de doblatge català.

Resta del món
- 1243 - Roma (Estats Pontificis)ː Romà Frangipani, cardenal italià i legat del papa Honori III.
- 1530 - Bolonya: Properzia de' Rossi, escultora italiana del Renaixement (n. 1490).[35]
- 1778 - Bolonya: Laura Bassi, física italiana, la primera professora i catedràtica d'una universitat europea (n. 1711).[36]
- 1907 - París (França): Henri Moissan, professor universitari francès, Premi Nobel de Química de 1906 (n. 1852).
- 1916 - Estocolm (Suècia): Klas Pontus Arnoldson, periodista i escriptor suec, Premi Nobel de la Pau de 1908 (n. 1844).
- 1941 - Sint-Martens-Latem (Bèlgica): George Minne, escultor i dibuixant.
- 1967 - Madrid (Espanya): Luis de Galinsoga, periodista i polític espanyol conegut per l'afer Galinsoga.
- 1972 - San Diego, Califòrnia (Estats Units d'Amèrica): Maria Göppert-Mayer, física estatunidenca d'origen alemany, Premi Nobel de Física de l'any 1963 (n. 1906).[37]
- 1974 - Guayaquil (Equador): Matilde Hidalgo, metgessa i política equatoriana (n. 1889).[38]
- 1976 - París (França): René Cassin, juriste i jutge francès, Premi Nobel de la Pau de l'any 1968 (n. 1887).
- 1990 - Barcelona: Mariana d'Ibarra i Montís, entomòloga mallorquina, especialista en lepidòpters (n. 1904).[39]
- 1999 - Londres: Sarah Kane, dramaturga britànica, referent del teatre contemporani (n. 1971).[40]

## Festes i commemoracions
- Onomàstiques: sants Amada d'Assís, Eleuteri de Tournai, Euqueri d'Orleans; beat Maurici Proeta, agustí empordanès
- 2007 - Dimarts de Carnaval